# محسن علي بريك
محسن علي بريك وعُرف بالاسم محسن بن بريك، وهو شاعر يمني. ولد عام 1936 في مدينة الشيخ عثمان في محافظة عدن. تلقى تعليمه في مدارس منطقته، وفي جامعة عدن. عمل في البداية مدرساً في مدارس غير حكومية، ثم درس في مدارس حكومية في عدن. كتب الشعر في وقت مبكر، ونشرت أشعاره في الصحف اليمنية. تغنى بأشعاره العديد من الفنانين.